# Armando Laborde
Armando Laborde, eigentlich José Atilio Dattoli (* 27. April 1922 in Buenos Aires; † 12. Dezember 1996) war ein argentinischer Tangosänger, -komponist und -dichter.

## Leben
Laborde hatte sich bereits erfolglos bei verschiedenen Hörfunksendern begleitet von den Orchestern Manuel Buzóns, Ricardo Tanturis und Horacio Salgáns vorgestellt, als ihn Juan D’Arienzo auf Vermittlung von Alberto Tavarozzi 1944 zu einem Vorsingen einlud. Er setzte sich gegen den Mitbewerber Carlos Bermúdez durch und wurde als Nachfolger von Héctor Mauré neben Alberto Echagüe Sänger in D’Arienzos Orchester. Mit diesem nahm er etwa 145 Titel auf.
Danach wechselte er zum Orchester Héctor Varelas, mit dem weitere 24 Aufnahmen entstanden. 1952 kehrte er zu D’Arienzo zurück. Im Jahr 1957 nahm er vier Titel mit Alberto Echagüe und dem Orchester Alberto Di Paulos auf. Ab 1969 arbeitete er wieder mit Varela zusammen. Zum dritten Mal war er von 1964 bis 1974 Sänger in D’Arienzos Orchester.

## Aufnahmen
- Magdala
- Con alma de tango (von D’Arienzo und Carlos Waiss)
- Desde aquella noche (von Fulvio Salamanca und Carlos Bahr)
- Una y mil noches (von Alberto San Miguel, Orestes Cúfaro und Carlos Bahr)
- Noches de cabaret (von Alberto San Miguel und Antonio Fiasche)
- El vino triste (von D’Arienzo und Manuel Romero)
- Yuyo bruj (von Héctor Varela, Benjamín García und Carlos Waiss)
- Malena